# Carex manginii
Carex manginii är en halvgräsart som beskrevs av E.G.Camus. Carex manginii ingår i släktet starrar, och familjen halvgräs. Inga underarter finns listade i Catalogue of Life.